# El Oro de Hidalgo
El Oro de Hidalgo är en ort i Mexiko, samt administrativ huvudord i kommunen El Oro i delstaten Mexiko. Samhället hade 5 970 invånare vid folkräkningen år 2020.